# Binaurale Tonaufnahme
Eine binaurale Tonaufnahme ist eine Tonaufnahme von Schallsignalen mit Mikrofonen, die bei der Wiedergabe nur über Kopfhörer einen natürlichen Höreindruck mit genauer Richtungslokalisation erzeugen sollen. Bei der Aufnahme in Kunstkopfstereofonie wird häufig ein Kunstkopf verwendet.

## Stereo und binaural
Die Bezeichnung „binaural“ (etymologisch herleitbar von „binäre Auralität“, also Hören mit beiden Ohren) wurde früher häufig mit Stereo gleichgesetzt.
Allgemein werden Stereo-Tonaufnahmen allein über Lautsprecheranlagen beim Abhören gemischt, daher der Name „Lautsprecher-Stereofonie“. Dabei werden die vom Menschen zur Lokalisation verwendeten Eigenschaften wie die Kopf- oder Ohrmuschelformen zu Recht nicht berücksichtigt; denn beim natürlichen Hören und bei der Wiedergabe über Stereo-Lautsprecher im Stereodreieck bildet das Gehör die Ohrsignale selber.
Binaurale Aufnahmen sind „Stereo“-Aufnahmen mit besonderer Aufnahmetechnik, die typischerweise nur mit Kopfhörern korrekt wiedergegeben werden, daher die Bezeichnung als „Kopfhörer-Stereofonie“. Binaurale Aufnahmen, welche die durch Kopfhörerwiedergabe unterbundenen natürlichen Ohrsignale ersetzen, sind die beste technische Lösung, einen räumlichen Höreindruck realitätsnah zu reproduzieren.

## Grundlagen des Hörens

### Definition eines Hörereignisses
Ein Schallereignis wird erst dann zu einem Hörereignis, wenn die Schallwellen das Gehör durchdrungen haben, im Gehirn als Reiz anliegen und von ihm zu einer Hörwahrnehmung verarbeitet wurden. Man kann Schall- und Hörereignis auch nicht direkt vergleichen, da im Mittel- und Innenohr die Reizgestalt verändert wird. Das bedeutet, dass das Ohr das Signal gewissermaßen verzerrt. Diese Reize sind Empfindungen, die von Mensch zu Mensch unterschiedlich und von Frequenz, Dauer und dem Schalldruckpegel des Schallereignisses abhängig sind. Empfindungen sind nicht messbar, jedoch durch Hörstudien psychoakustisch statistisch erfassbar.

### Lokalisation von Schallereignissen

Benennung der drei Ebenen
oben: 1. Horizontalebene (Transversalebene)
mitte: 2. Medianebene (Sagittalebene)
unten: 3. Frontalebene

Der Mensch ist in der Lage, seine wahrgenommenen Hörereignisse bestimmten Richtungen zuzuweisen. Der Mensch besitzt Wahrnehmungsmechanismen für die halbe Horizontalebene und die Medianebene. In einem kopfbezogenen Koordinatensystem wird als 0°-Achse die Richtung waagerecht nach vorn definiert.

#### Horizontalebene
Sobald die Schallquelle nicht mehr direkt auf der 0°-Achse liegt, erreichen identische Schwingungsphasen das linke und das rechte Ohr zu unterschiedlichen Laufzeiten und in unterschiedlichen Pegeln (interaurale Laufzeitdifferenzen, ITD und interauralen Pegeldifferenzen, ILD), und veranlassen das Gehör zu einer Raumlokalisation im virtuellen Schallfeld. Es handelt sich hier um winzige Differenzen: Laufzeitdifferenzen (Laufzeitunterschiede) können durch das menschliche Gehör bereits ab einer Größe von 10 µs zur Richtungslokalisation ausgewertet werden. Dieses entspricht einer Lokalisationsschärfe in der Horizontalebene von etwa 1°. Bis zu einer Laufzeitdifferenz von 630 µs erhöht sich die seitliche Lokalisation in etwa proportional zum Laufzeitunterschied. Eine Laufzeitdifferenz von 630 µs entspricht einer Wegstreckendifferenz des Schalls von 21,5 cm. Diese, auch „Hornbostel-Wertheimer-Konstante“ genannte Größe, entspricht der Wegstreckendifferenz bei Schalleinfall aus ±90° Einfallsrichtung bei einem durchschnittlichen Abstand der beiden Ohren am menschlichen Kopf.
Durch interaurale Signaldifferenzen kann Schall in der Horizontalebene lokalisiert werden. Hierbei kann allerdings nicht zwischen Schall aus der vorderen und hinteren Horizontalebene unterschieden werden, denn hierfür sind die interauralen Signaldifferenzen gleich. Man unterscheidet hierbei drei Frequenzbereiche; vergleiche auch Duplex-Theorie von John William Strutt, 3. Baron Rayleigh.
- Unterhalb von 800 Hz beruht die Bestimmung von interauralen Laufzeitdifferenzen (ITD) vor allem auf der Auswertung von Phasendifferenzen zwischen den Ohrsignalen. Interaurale Pegeldifferenzen spielen hier keine Rolle.
- Oberhalb von 1600 Hz beruht die Lokalisation auf der Auswertung interauraler Pegeldifferenzen (ILD) sowie auf der Auswertung interauraler Gruppenlaufzeit-Differenzen (Laufzeitdifferenzen der Signal-Hüllkurven).
- Im Bereich zwischen 800 Hz und 1600 Hz überlappen sich die Wirkungsbereiche der beteiligten Effekte. Mit zunehmender Frequenz wird der Winkelbereich, in dem interaurale Phasendifferenzen ausgewertet werden können, immer kleiner. Dafür steigt die Größe der interauralen Pegeldifferenzen.

Interaurale Pegeldifferenzen entstehen durch Abschattungen durch den Kopf. Interaurale Pegeldifferenzen sind stark frequenzabhängig. Frequenzen mit Wellenlängen in der Größenordnung des Hindernisses werden kaum noch gebeugt. Tiefe Frequenzen unterhalb von etwa 300 Hz bilden keinen Schallschatten und damit keine für die Lokalisation der Richtung heranziehbaren Pegeldifferenzen aus. Wohl haben jedoch diese tiefen Frequenzen mit den Phasendifferenzen einen besonderen Einfluss auf das Räumlichkeitsempfinden und das Umhüllungsgefühl.

#### Medianebene
In der Medianebene gibt es fast keine Laufzeitdifferenzen und Pegeldifferenzen zwischen beiden Ohren. Zur Lokalisation eines Schallereignisses werden hier die akustischen Eigenschaften des Außenohres ausgenutzt.
Die unterschiedlichen Erhebungen und Vertiefungen der Ohrmuschel bilden zusammen mit dem Gehörgang ein akustisches Resonatorsystem, das je nachdem, ob der Schall von vorn, von oben oder von hinten eintrifft, unterschiedlich angeregt wird. Hierdurch entstehen richtungsabhängige Minima und Maxima im Frequenzgang der Ohrempfindlichkeit. Das dadurch klanglich veränderte Geräusch wird vom Gehör in der Medianebene lokalisiert und klanglich korrigiert.
Die Frequenzbereiche, die durch bestimmte Einfallsrichtungen angeregt werden, werden auch richtungsbestimmende Bänder genannt. Da die Form des Außenohres bei jedem Menschen anders ist, besitzt auch jeder Mensch etwas andere „Frequenzgänge“ für vorne, oben und hinten.
Mit dem Kunstkopf aufgenommene Schallereignisse, die in der Medianebene liegen, sind beim späteren Abhören oft nur schwer zu lokalisieren. So kommt es oft zu Vorne-hinten- bzw. Oben-unten-Vertauschungen oder Im-Kopf-Lokalisation bei Kopfhörer-Wiedergabe. Eine Ursache ist, dass der Kunstkopf nicht die korrekte Frequenzstruktur erzeugt, weil seine räumliche Filterwirkung nicht mit der individuellen Head-Related Transfer Function des Zuhörers übereinstimmt.
Naturgemäß sollte ein Hörereignis für diese Art der Lokalisation nicht in einem zu schmalbandigen Frequenzband liegen. Und entsprechend ist die Anwendung eines Equalizers hier kontraproduktiv. Durch eine Manipulation des Frequenzgangs werden ansonsten unter Umständen auch richtungsbestimmende Frequenzbänder verändert, was dann vermehrt zu Lokalisationstäuschungen (Lokalisationsfehlern) führt.
Die Lokalisationsschärfe liegt bei Schallereignissen, die dem Hörer unbekannt sind, bei rund 17°, bei alltäglichen Schallereignissen um 9°. Diese Werte gelten bei einer Geradeaus-Stellung des Kopfes. Je weiter ein Signal aus der Vorwärtsrichtung heraustritt, desto schlechter wird die Lokalisationsgenauigkeit.

### Im-Kopf-Lokalisation
Die Im-Kopf-Lokalisation ist ein als unangenehm empfundener Effekt, der vor allem bei der Kopfhörerwiedergabe, aber auch bei Lautsprecherwiedergabe eintreten kann. Die Hörereignisse werden dann nicht mehr außerhalb des Kopfes lokalisiert, sondern im Kopf.
Das Gehirn vergleicht die eintreffenden Ohrsignale auf bekannte interaurale Signaldifferenzen und bekannten spektrale Strukturen.
Wenn die Signale interaurale Zeit- und Pegeldifferenzen aufweisen, die in dieser Kombination unbekannt sind, oder wenn die Signale eine spektrale Charakteristik aufweisen, die mit dem eigenen Außenohr noch nie wahrgenommen wurde, kann es zu einer Im-Kopf-Lokalisation kommen. Bei Lautsprechern kann dieser Fall bei Verpolung eintreten und wenn man sie in einem Winkel von mehr als 90° aufstellt.
Eine solche Lokalisation kann experimentell simuliert werden, indem man bei einem Stereosignal, dessen beide Kanäle identisch sind, die Amplitudenwerte eines der beiden Kanäle spiegelt (invertiert) und sich das resultierende Signal mit Kopfhörern anhört.

## Diffusfeldentzerrung und Freifeldentzerrung
In den Anfangszeiten dieses Aufnahmeverfahrens waren alle Kunstköpfe freifeldentzerrt. Anfang der 1980er Jahre entwickelte das Institut für Rundfunktechnik mit dem Unternehmen Neumann den KU80 zum KU81, dessen einziger Unterschied die Entzerrung der Mikrofone war. Der KU80 war nicht geeignet, die Kunstkopfaufnahmen über Lautsprecher wiederzugeben, weshalb die damals verwendete Freifeldentzerrung in Frage gestellt wurde.
Messungen im freien Schallfeld (Freifeld) werden ohne reflektierende akustische Begrenzungsflächen durchgeführt. Diese Bedingungen erhält man mit guter Näherung in einem reflexionsarmen Raum. Der daraus entstehende Freifeldfrequenzgang gilt nur für eine bestimmte Schalleinfallsrichtung. Da ein ebener Frequenzgang gewünscht ist, muss man das Signal mit Hilfe eines Filters entzerren. Bei Druckmikrofonen, wie sie bei einem Kunstkopf verwendet werden, unterscheidet sich der Diffusfeldfrequenzgang sehr stark vom Freifeldfrequenzgang. Das liegt daran, dass bei Druckmikrofonen bei Direktschall aus 0°-Besprechungsrichtung, bei einem Membrandurchmesser von etwa 18 mm, eine Pegelanhebung um 6 dB bei 10 kHz im Übertragungsmaß stattfindet. Das wird durch die Schallwellen verursacht, deren Wellenlänge dem Membrandurchmesser entsprechen oder kleiner sind. Diese werden an der Membran reflektiert und der Schalldruck verdoppelt sich somit an der Membran. Im Diffusfeld führt das zu einem Höhenabfall, da Frequenzen mit kleinerer Wellenlänge nicht mehr um die Mikrofonkapsel gebeugt werden. Das betrifft allerdings nur Frequenzen aus seitlicher oder rückwärtiger Schalleinfallsrichtung. Für Schallwellen in einem bestimmten Höhenbereich, die von vorne auf die Membran auftreffen, also aus der Nähe der Vorne-Schalleinfallsrichtung, kommt es zu einer Pegelanhebung um 6 dB. Da der Kunstkopf aber nicht für die Aufnahme im Nahfeld gedacht ist, sondern eher eine größere Entfernung zur Schallquelle hat, spielt der Diffusfeldfrequenzgang eine erheblich größere Rolle. Das Diffusfeld ist gekennzeichnet durch gleichmäßig einfallende Schallanteile aus allen Richtungen. Es gibt im diffusen Schallfeld also nicht nur eine Schalleinfallsrichtung, wie es beim freien Schallfeld der Fall ist.
Bei der Wiedergabe über Kopfhörer sollte ebenfalls ein diffusfeldentzerrter Kopfhörer verwendet werden. Kopfhörer mit einem ebenen Diffusfeldübertragungsmaß bieten eine optimale Klangneutralität. Besser wäre dazu ein Kopfhörer mit einer speziellen IRT-Entzerrung.

## Binaurale Aufnahmetechnik

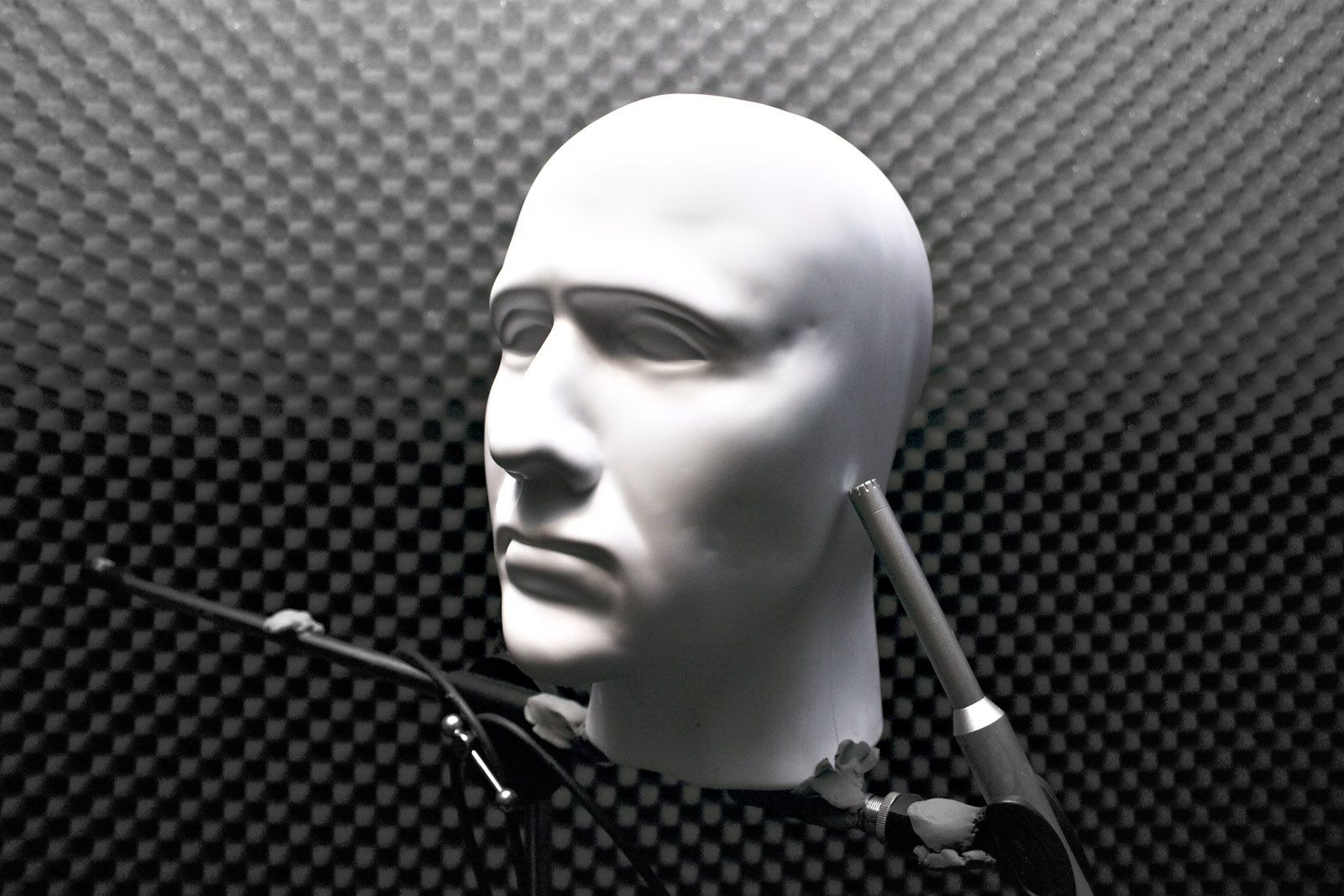
Kunstkopf mit externen Mikrophonen

### Ohne Kunstkopf
Bei der einfachsten binauralen Aufnahmemethode braucht man zwei Mikrofone, die seitwärts voneinander weg zeigen und einen Abstand (Mikrofonbasis) von etwa 17 cm bis 22 cm zueinander haben. Beliebt sind 17,5 cm, welche angenähert die Position der Gehörgänge (Ohrkanäle) eines durchschnittlichen Menschen darstellen. Ein den Schall absorbierender oder auch reflektierender Trennkörper, wie beispielsweise ein Fußball oder eine Metallplatte, wird zwischen die Mikrofone platziert, um einen Kopf angenähert zu simulieren. Eine bekannte Ausführung dieser Anordnung ist die Jecklin-Scheibe OSS, eine absorbierende, 30 cm große Scheibe zwischen zwei Mikrofonen mit Kugelcharakteristik bei einer Mikrofonbasis von 16,5 cm. Die Mikrofone werden dabei leicht nach außen gedreht. In den Scripten von Jecklin findet man neuerdings den vergrößerten Scheibendurchmesser von 35 cm und die jetzt sogar mehr als verdoppelte Mikrofonbasis von 36 cm.
Dieses ist noch nicht allgemein bemerkt worden, denn man nimmt weiterhin die veralteten 30-cm-Scheiben-Abmessungen und die zu kleine 16,5-cm-Mikrofonbasis.
Eine weitere kopfähnliche Anordnung ist das Kugelflächenmikrofon.

### Binaurale Kunstkopfaufnahmen
Aufwändigere Techniken bestehen aus genauen Kopfnachbildungen mittels eines Kunstkopfes. Ein typisches binaurales Aufnahmegerät hat zwei Kondensator-Studiomikrofone mit Kugelcharakteristik, die im Gehörgang des Kunstkopfs eingesetzt sind. Hier werden die in psychoakustischen Forschungsgemeinschaften erarbeiteten kopfbezogenen Übertragungsfunktionen HRTF nachgebildet.
Der erste Stereo-Kunstkopf mit Nachbildung des menschlichen Gehörganges wurde bereits 1933 gebaut. Die Kunstköpfe KU-81 und KU-100 des Unternehmens Neumann sind heute die am meisten benutzten binauralen Mikrofone. Im Amateurbereich gab es den von Sennheiser hergestellten MKE 2002, der wahlweise am eigenen Kopf getragen wurde oder in die Ohren eines Kunststoffkopfes eingehängt werden konnte. Das Kemar-System (eingetragener Name: KEMAR) ist eine Alternative. Das aufwändigere HMS-System von Head Acoustics (eingetragener Name: HEAD acoustics) aus Herzogenrath bei Aachen hat eine automatische Frequenzgangeinstellung und vermittelt einen besseren Rundumeindruck. Es ist überwiegend in der akustischen Messtechnik verbreitet.
Das erste im deutschen Radio ausgestrahlte Hörspiel in Kunstkopf-Stereofonie war zur Funkausstellung 1973 in Berlin die RIAS/BR/WDR-Produktion „Demolition“ (The demolished man) nach dem Roman von Alfred Bester.

### Weitere binaurale Mikrofonsystem-Alternativen
Es gibt auch Alternativen, wie beispielsweise der Ohrstecker mit Mikrofon, die ähnlich arbeiten.
Diese „Ohrstöpsel mit Mikrofon“, auch unter der Bezeichnung „Originalkopf-Mikrofon“ (OKM) bekannt, sehen aus wie ganz normale Kopfhörer, wie man sie von einem Walkman kennt. Sie sind mit Elektretmikrofonkapseln mit Kugelcharakteristik versehen. Die Mikrofone sind mit 3,5-mm-Klinkensteckern ausgestattet und eignen sich somit für den mobilen Einsatz, da man mit handelsüblichen MiniDisc-Playern oder DAT-Recordern aufnehmen kann.
Man kann sich aus dem Nachteil, dass man immer an einen menschlichen Kopf gebunden ist, der sicher nie ganz still gehalten wird, einen Vorteil machen. Für Hörspiele sind Choreographien möglich, die mit einem herkömmlichen Kunstkopf nicht ohne weiteres zu erzeugen wären. Somit kann man nicht nur Bewegungen um den Kunstkopf machen, sondern auch den Kunstkopf ganz bewusst in das Stück miteinbeziehen. Viele Bootlegs von Live-Konzerten werden mit Hilfe dieser Mikrofone produziert, da die Aufnahme-Ohrstöpsel sehr unauffällig zu tragen sind und brauchbare Ergebnisse für Kopfhörerwiedergabe liefern können.

## Die Wiedergabe
Eine so hergestellte binaurale Tonaufnahme kann nur bei der Verwendung eines Kopfhörers optimal „räumlich“ erfahren werden. Die Wiedergabe über Lautsprecher ergibt nicht diesen Eindruck, sondern nur einen etwas „hohl“ klingenden Stereo-Effekt. Der Versuch, Kunstkopfaufnahmen mit diffusfeldentzerrtem Kunstkopf auch für Lautsprecherwiedergabe kompatibel zu erklären, ist wegen klanglicher Schwächen nicht angenommen worden.
Das Abhören mit Kopfhörern ergibt eine Hörerfahrung, die die Räumlichkeit des üblichen Lautsprecher-Klangbildes übertreffen kann, da es eine präzisere binaurale Abbildung der Schallwellen ermöglicht. Obwohl die Rechts-links-Lokalisation sicher erfolgt, ist die Identifizierung der Oben-unten-Position von Tonsignalen schwieriger. Auch die Lokalisierung eines frontalen Schallereignisses bereitet Probleme, da es in einem bestimmten Winkel in die Höhe als Elevation verschoben scheint. Typisch ist es auch, dass eigentlich vorne vorhandene Signale vielfach von hinten gehört werden und seltener umgekehrt, so dass man von einer Vorne-hinten-Vertauschung ehrlicherweise nicht sprechen kann.

## Lautsprecherwiedergabe
Die Lautsprecherwiedergabe ist eines der größten Probleme der Kunstkopfaufnahmen. Bei der Wiedergabe der Signale sollte darauf geachtet werden, dass beide Signale, also das der rechten Seite und das der linken Seite, völlig getrennt an den beiden Ohren ankommen. Das heißt genauer: Das linke Ohr darf nur Signale des linken Stereo-Kanals erhalten und das rechte nur Signale des rechten Kanals. Bei der Kopfhörerwiedergabe ist das selbstverständlich der Fall, jedoch bei einer normalen Stereo-Aufstellung der Lautsprecher nicht.
Weiterhin kommt noch hinzu, dass die jeweiligen Nachhallzeiten des Abhörraumes zu den schon aufgenommenen hinzugefügt werden. Hiergegen kann man allerdings nicht viel tun.

Lautsprecheraufstellung des Heinrich-Hertz-Instituts in Berlin und des Instituts für technische Akustik der TU Berlin

Für das Problem der Kanaltrennung gibt es einen Lösungsvorschlag des Heinrich-Hertz-Instituts in Berlin und des Instituts für technische Akustik der TU Berlin. Hier werden, wie in der Skizze zu erkennen, vier Lautsprecher aufgestellt. Die jeweils gegenüberliegenden Lautsprecher „arbeiten zusammen“. Das heißt, die hinteren Lautsprecher sind jeweils phasengedreht, mit einem Filter bearbeitet (Höhenabsenkung) und jeweils so laufzeitverzögert, dass eine Auslöschung hervorgerufen wird. Es ist bei dieser Lautsprecheraufstellung notwendig, die richtige Hörposition einzuhalten.
Der zweite Lösungsvorschlag stammt vom 3. Physikalischen Institut in Göttingen. Hier wird jedes Ohr mit einem Lautsprecher beschallt. Man verwendet hier aber nicht mehr die übliche Stereo-Aufstellung der Lautsprecher, sondern die Lautsprecher werden neben dem Hörer positioniert. Es kommt zu Pegel- und Laufzeitunterschieden an den Ohren, und auch der Frequenzgang ist verändert. Alle Frequenzen, die im Bereich der Kopfgröße und kleiner liegen, werden am Kopf reflektiert und nicht mehr gebeugt. Die Signale, die immer noch am anderen Ohr ankommen, werden durch die entstandenen Laufzeitunterschiede phasenverschoben und dadurch möglicherweise ausgelöscht. Dieses Verfahren erfordert ebenfalls eine feste Einhaltung der Hörposition und ist noch dazu empfindlich gegen Kopfdrehungen. Kann ein Hörer nicht die optimale Hörposition einhalten und sitzt außerhalb, bekommt er immer noch eine der Stereo-Aufstellung ähnliche Klangübertragung, allerdings muss mit Klangfärbungen gerechnet werden.

Lautsprecheraufstellung des 3. physikalischen Instituts in Göttingen

## Anwendungen
Der Kunstkopf ist im Prinzip überall einsetzbar, wo es darum geht, eine möglichst naturgetreue Aufnahme von dem zu bekommen, was ein Hörer an der Stelle erhalten würde. Daher kommt der Kunstkopf bei Messungen, Hörspielen und, wenn auch selten, bei Musikaufnahmen zum Einsatz. Bei diesen verschiedenen Anwendungsgebieten werden auch verschiedene Kunstkopfmodelle mit verschiedenen Eigenschaften verwendet.

### Messungen
Oft werden bei Messungen ganz normale Messmikrofone verwendet, die sich allerdings für viele Anwendungen nicht wirklich gut eignen, da sie eben den räumlichen Eindruck, also auch das menschliche Hörempfinden, bei der Auswertung der akustischen Signale nicht berücksichtigen. Untersuchungen, die menschliche Eigenschaften mit einbeziehen, sind nur mit Hilfe des Kunstkopfs zu realisieren. Bei Messungen in der Industrie wird der Kunstkopf oft als eine Art „Dummy“ verwendet, der sich in unmittelbarer Nähe von Explosionen, Unfällen, lauten Maschinen oder Ähnlichem befindet. Die Kunstköpfe für Messungen sind meistens auch mit speziellen Computerschnittstellen verbunden, um die akustischen Signale auszuwerten. Messungen, die auch noch psychoakustische Parameter, wie zum Beispiel eine Erwartungshaltung des Hörers, beinhalten, werden dann meistens auch im Zusammenhang mit Hörstudien ausgewertet.

### Hörspiele
Vor allem in den 1970er Jahren wurde der Kunstkopf auch bei kreativen Hörspielen eingesetzt. Aber auch heute findet man noch vereinzelt Hörspielproduktionen, die mit dem Kunstkopf aufgenommen wurden, vor allem bei den öffentlich-rechtlichen Rundfunkanstalten. Bei Hörspielen kann man ganz deutlich hören, dass allein die Aufstellung des Kunstkopfs mit in die Handlung des Stückes und die darin aufkommende Stimmung eingeht, was auch bewusst so eingesetzt wird.

### Naturklänge
Der Bayerische Rundfunk nahm den 50. Geburtstag des Nationalparks Bayerischer Wald als Anlass im Rahmen seiner Sendereihe radioReisen eine Bonusfolge mit dem Titel Meditative Wald-Sounds zum Entspannen am 2. Oktober 2020 auf Bayern 2 in Kunstkopf-Stereofonie zu senden. Die Aufnahme entstand in der Nähe von Bodenmais am Südhang des Großen Arbers. Als Aufnahmegerät wurde ein Sennheiser Kunstkopf verwendet. Die Stunde Waldleben mit Vogelgezwitscher, Bäumerauschen und Bachgeplätscher ist als Podcast verfügbar und kann jederzeit nachgehört und heruntergeladen werden.

### Musikproduktionen
Nur bei sehr wenigen Musikproduktionen wird die Kunstkopftechnik eingesetzt. Dieses liegt nicht an den damit verbundenen Kosten, sondern an der nicht vorhandenen Lautsprecherkompatibilität. Kunstkopfaufnahmen klingen mulmig verfärbt über Lautsprecher, weil zu den kunstkopfeigenen Spektraldifferenzen noch die eigenen Ohrsignale hinzukommen, und das doppelt und überkreuz.
Grundsätzlich ist bei Musikaufnahmen zwischen dem im Rock- und Pop-Bereich üblichen „Take-by-Take-Verfahren“ auf mehreren Einzelspuren und reinen Stereo-Aufnahmen zu unterscheiden. Dieses  Verfahren ist auch bei Kunstkopfaufnahmen möglich. Man muss, bevor man die Aufnahme beginnt, alle Instrumente so um den Kunstkopf verteilen, wie sie später im Klangbild platziert sein sollen. Man kann die einzelnen Instrumente dann auf einem Multitrack-Recorder wie gewohnt nacheinander aufnehmen. Beim späteren Mixdown ist nur darauf zu achten, dass man die einzelnen Signale nicht mehr uneingeschränkt mit einem Equalizer bearbeiten sollte, da dieses die richtungsbestimmenden Frequenzbänder beeinträchtigt, die zur Lokalisierung des jeweiligen Instruments wichtig sind. Auch ein Bearbeiten mit dem Panpot sollte vermieden werden.
Einschränkungen in den Möglichkeiten zur Nachbearbeitung sind bei den heute üblichen Studioproduktionen der Hauptgrund dafür, dass sich das Verfahren nicht breit durchsetzen konnte. Audio-Produktionen sind heute ein Kunstprodukt, das auf einer Heimanlage ansprechende Wahrnehmung erzeugen soll, die nicht unbedingt mit dem Originalereignis übereinstimmen muss. Doch bleibt die Kunstkopf-Stereofonie bis heute neben Ambisonics und WFS-Holofonie die einzige Möglichkeit, das Schallfeld des Aufnahmeraumes in allen drei Raumdimensionen, also wirklich räumlich, zu reproduzieren.

## Tonträger in Kunstkopfstereofonie
- Die Bremer Kulturgesellschaft Dacapo gGmbH produzierte unter der Leitung von Ingo Ahmels seit Mitte der 1990er Jahre auf ihrem Label d’c records eine Reihe von CDs mit dem HMS-Kunstkopfsystem von Head Acoustics. Darunter befinden sich Klassikaufnahmen mit dem Philharmonischen Staatsorchester Bremen und die CD „d’c 9 – Alphorn in Manhattan (Mike Svoboda’s Alphorn Special, Folge 2)“. Diese CD aus dem Jahre 1998 enthält Aufnahmen, die in der akustischen Umgebung von New York City entstanden.
- Auf der LP/CD Tales of Mystery and Imagination von „Alan Parsons Project“ wurde im Titel The Fall of the House of Usher das Gewitter in Kunstkopf-Technik aufgenommen.
- Edgar Froese: Aqua. LP 1974
- Jane: Fire, Water, Earth & Air. LP 1976
- Lou Reed: Street Hassle. LP 1978
- Lou Reed: Live: Take No Prisoners. LP 1978
- Lou Reed: The Bells. LP 1979
- delta-acoustic-Sampler: Kunstkopf-Dimensionen. LP 10-130-1
- Code III: Planet of Man. Delta-Acoustic LP 25-125-1
- Seedog: We hope to see you. Delta-Acoustic LP 25-126-1
- Kopfsongs: Folklore. Delta-Acoustic LP 25-127-1
- Golem: Golem. Delta-Acoustic LP 25-127-1
- Harlis: Night meets the day. Sky-Records 1977, Neuauflage: Sireena Records 2009
- alte Musik-Sampler: Kostproben. Delta-Acoustic LP 25-129-1
- Pearl Jam: Binaural. Diese CD aus dem Jahr 2000 enthält einige binaurale Stücke.
- Stakkato Spezial. CD 1989, Hörtest-Beispiele in Kunstkopfstereophonie. Auch die CDs Stakkato und Stakkato 2 aus den Jahren 1981 und 1988 enthalten Kunstkopf- sowie kunstkopfähnliche Aufnahmen. Alle drei CDs wurden von der Zeitschrift „AUDIO“ vertrieben und stellen Sampler verschiedener Hörbeispiele dar.
- Hanns Dieter Hüsch: Nachtvorstellung. CD 1995, Track 8 ist in Kunstkopf-Stereo aufgenommen worden.
- Ulrich Gerhardt, Klaus Krüger, Hans-Ulrich Minke: Demolition. Hörspiel von 1973.
- Walter Adler: Centropolis. MC 1997, Hörspiel von 1975.
- Don Haworth: An einem Tag im Sommer in einem Garten/On a day in summer in a garden. Hörspiel, Regie: Albrecht Surkau, Rundfunk der DDR 1981 / HörZeichen Gerichshain 2000, ISBN 978-3934492011.
- Henry Sorg: Am Fischbach. MP3 Naturaufnahmen von 2008
- Vernon Reid: Unborne Embrace von der CD Mistaken Identity
- Der Biologe Walter Tilgner hat – beginnend mit Waldkonzert (1985) – eine Reihe von CDs mit sogenannten Naturhörbildern in Kunstkopf-Stereofonie veröffentlicht.
- Das Label friends of green sonic veröffentlicht Musikproduktionen in der neuen Kunstkopftechnologie Pantofonie. Duo Seraphim, a Renaissance Journey (2015), CD 1428, HRA 1428 (44,1kHz/24-Bit-Aufnahme).
- Hansjörg Schmitthenner Welthören. 3 CDs 1990, Network Medien GmbH